# Eerste klasse 2009-10 (vrouwenvoetbal België)
Het seizoen 2009/10 van de Belgische Eerste Klasse vrouwenvoetbal ging van start op 29 augustus 2009 en eindigde op 29 mei 2010. De landstitel werd gewonnen door Sint-Truiden na een testmatch tegen uittredend kampioen Standard. 

## Gepromoveerde teams
De kampioen in Tweede Klasse van vorig seizoen, SV Zulte Waregem, was een nieuwkomer. 

## Degraderende teams
Op het eind van het seizoen degradeerde Dames VK Egem weer naar Tweede Klasse. De voorlaatste, KFC Lentezon Beerse, moest een barragewedstrijd spelen tegen tweedeklasser Miecroob Veltem voor behoud. Lentezon Beerse gaf forfait won, en degradeerde zo.

## Clubs
Veertien ploegen speelden in 2009/10 in Eerste Klasse. De meeste clubs (11) kwamen uit Vlaanderen, slechts een club kwam uit Wallonië en twee uit Brussel. De best vertegenwoordigde provincie was West-Vlaanderen met 4 clubs.

## Kampioen
Sint-Truiden en Standard eindigden op een gedeelde eerste plaats. Een testwedstrijd op het veld van OH Leuven bepaalt wie kampioen is.
| Datum      | Uur   | Wedstrijd                                    | Uitslag |
| ---------- | ----- | -------------------------------------------- | ------- |
| 29/05/2010 | 15:00 | Sint-Truidense VV - Standard Fémina de Liège | 3-1     |

## Eindstand
|   |    |                          | P  | W  | G | V  | +   | -   | DS   | Ptn |
| - | -- | ------------------------ | -- | -- | - | -- | --- | --- | ---- | --- |
|   | 1  | K. Sint-Truidense VV     | 26 | 22 | 2 | 2  | 122 | 18  | 104  | 68  |
|   | 1  | Standard Fémina de Liège | 26 | 22 | 2 | 2  | 118 | 22  | 96   | 68  |
|   | 3  | Sinaai Girls             | 26 | 18 | 3 | 5  | 69  | 26  | 43   | 57  |
|   | 4  | DVC Eva's Tienen         | 26 | 17 | 4 | 5  | 84  | 25  | 59   | 55  |
|   | 5  | RSC Anderlecht           | 26 | 15 | 3 | 8  | 86  | 38  | 48   | 48  |
|   | 6  | Oud-Heverlee Leuven      | 26 | 12 | 4 | 10 | 43  | 50  | -7   | 40  |
|   | 7  | FC Fémina WS Woluwe      | 26 | 12 | 2 | 12 | 50  | 51  | -1   | 38  |
|   | 8  | KSV Jabbeke              | 26 | 11 | 1 | 14 | 39  | 53  | -14  | 34  |
|   | 9  | SV Zulte Waregem         | 26 | 9  | 5 | 12 | 56  | 53  | 3    | 32  |
|   | 10 | K. Vlimmeren Sport       | 26 | 10 | 1 | 15 | 45  | 64  | -19  | 31  |
|   | 11 | DV Famkes Merkem         | 26 | 7  | 5 | 14 | 38  | 55  | -17  | 26  |
|   | 12 | DVC Zuid-West-Vlaanderen | 26 | 6  | 3 | 17 | 38  | 101 | -63  | 21  |
| E | 13 | KFC Lentezon Beerse      | 26 | 1  | 2 | 23 | 23  | 138 | -115 | 5   |
| D | 14 | Dames VK Egem            | 26 | 1  | 1 | 24 | 13  | 130 | -117 | 4   |

P: wedstrijden gespeeld, W: wedstrijden gewonnen, G: gelijke spelen, V: wedstrijden verloren, +: gescoorde doelpunten, -: doelpunten tegen, DS: doelsaldo, Ptn: totaal punten
K: kampioen, D: degradeert, E: eindronde